# Zatímco jsi spal
Zatímco jsi spal (v anglickém originále While You Were Sleeping) je americká filmová romantická komedie z roku 1995 režírovaná Jonem Turteltaubem. Hlavní role obsadili Sandra Bullock a Bill Pullman, ve vedlejších je dále doplnili Peter Gallagher, Peter Boyle, Glynis Johns a Jack Warden. Autorem soundtracku je Randy Edelman.

## Děj
Příběh se odehrává v období Vánoc v americkém Chicagu. Protagonistkou je Lucy Moderatzová, osamělá prodavačka lístků na jedné z nadzemních stanic chicagského metra. Tajně se zamiluje do pohledného Petera Callaghana, který linkou každodenně dojíždí do práce, a trpělivě vyčkává na příležitost seznámit se s ním.
Jednoho dne Petera přímo před zraky Lucy okradou kapsáři a srazí jej do kolejiště. Navzdory rychle se blížícímu vlaku jej odsud Lucy pohotově vyprostí. Callaghan je ovšem po úderu do hlavy v kómatu, a proto jej Lucy transportuje do nemocnice.
Zde zdravotní sestra nedopatřením vyrozumí, že Lucy je Peterova snoubenka. Tuto "novinu" se náhle dovídá i rodina raněného, jež dorazí do nemocnice krátce poté. Moderatzová je vývojem událostí natolik šokovaná, že ani nesebere odvahu říct pravdu. Příbuzní Petera si ji na první pohled zamilují, snad až na mladšího bratra Jacka, který Lucy podezřívá z podvodu.
Poté, co je ovšem Jack s Lucy donucen strávit několik společných chvil, Moderatzová jej začne přitahovat a navíc vše začíná nasvědčovat tomu, že okouzlení je vzájemné. Kromě toho se Peter začíná pomalu probouzet.

## Obsazení
| Sandra Bullock  | Lucy Eleanor Moderatz |
| Bill Pullman    | Jack Callaghan        |
| Peter Gallagher | Peter Callaghan       |
| Peter Boyle     | Ox Callaghan          |
| Glynis Johns    | Elsie                 |
| Micole Mercurio | Midge Callaghan       |
| Jack Warden     | Saul Tuttle           |
| Jason Bernard   | Jerry Wallace         |
| Michael Rispoli | Joe Fusco Jr.         |
| Ally Walker     | Ashley Bartlett Bacon |
| Monica Keena    | Mary Callaghan        |

## Výroba
Roli Lucy Moderatzové odmítli některé slavné hollywoodské herečky včetně Julie Roberts, Demi Moore či Meg Ryan.
Bill Pullman chtěl krátce před začátkem produkce projekt opustit.
Film se měl původně odehrávat v New Yorku, z finančních důvodů byl nakonec natočen i zasazen do Chicaga. Natáčelo se od října do prosince roku 1994.

## Příjetí
Snímek se dočkal vřelých reakcí od filmových kritiků i diváků, stal se ovšem především velkým komerčním úspěchem. V kinech vydělal přes 180 milionů dolarů celosvětově, tzn. více než dvojnásobek svého rozpočtu.
Za své herecké výkony byli vyzdvihováni jak Sandra Bullock, tak i Bill Pullman. Herečka byla dokonce nominována na Zlatého Glóba.